# Aoplus hohlovae
Aoplus hohlovae är en stekelart som beskrevs av Tereshkin 2001. Aoplus hohlovae ingår i släktet Aoplus och familjen brokparasitsteklar. Inga underarter finns listade i Catalogue of Life.